# اوه وایدمان
اوه وایدمان (به آلمانی: Uwe Weidemann) بازیکن فوتبال و مهاجم اهل آلمان شرقی بود که از سال ۱۹۸۵ میلادی عضو تیم ملی فوتبال آلمان شرقی بوده‌است. وی در ۱۰ بازی ملی حضور داشته و در بازی‌های ملی‌اش گلی به ثمر نرساند. اوه وایدمان آخرین بازی ملی خود را در سال ۱۹۹۰ میلادی انجام داد.